# Decorazione delle uova

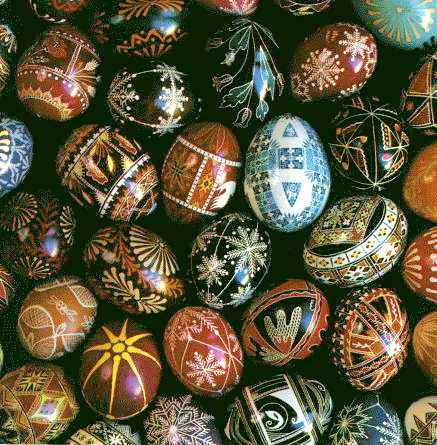
Uova di Pasqua in Ucraina

La decorazione delle uova è l'arte artigianale di decorare le uova. Si tratta di una forma d'arte abbastanza diffusa a causa della forma liscia e attraente del guscio dell'uovo. È possibile usare le uova di ogni tipo di uccello, ma spesso sarà preferito quello con il guscio più grande e più forte. Le uova di oca, di anatra e di gallina sono quelle più "svuotate" - si pratica un foro da ambo le estremità dell'uovo e lo si svuota del suo contenuto. L'uovo poi è o scolpito, colorato, dipinto o altrimenti decorato (usando un certo numero di tecniche diverse). La decorazione delle uova è particolarmente popolare nei paesi dell'Europa orientale.

## Descrizione sulla decorazione
Alcune uova, come quelle di emu o di struzzo, sono così ampie e forti che il guscio può essere intagliato senza romperle. Le decorazioni sull'uovo di emu hanno il vantaggio del contrasto tra il colore naturale verde scuro screziato del guscio e l'interno. Gusci di uova di struzzo con incisioni di 60.000 anni fa sono stati trovati a Diepkloof Rock Shelter in Sudafrica.
Il rinomato artista e gioielliere russo Peter Carl Fabergé è famoso per aver creato delle uova  decorate con metalli e pietre preziose per gli zar di Russia. Le Uova Fabergé sembravano semplici uova decorate, ma erano fatte d'oro e di gemme preziose.

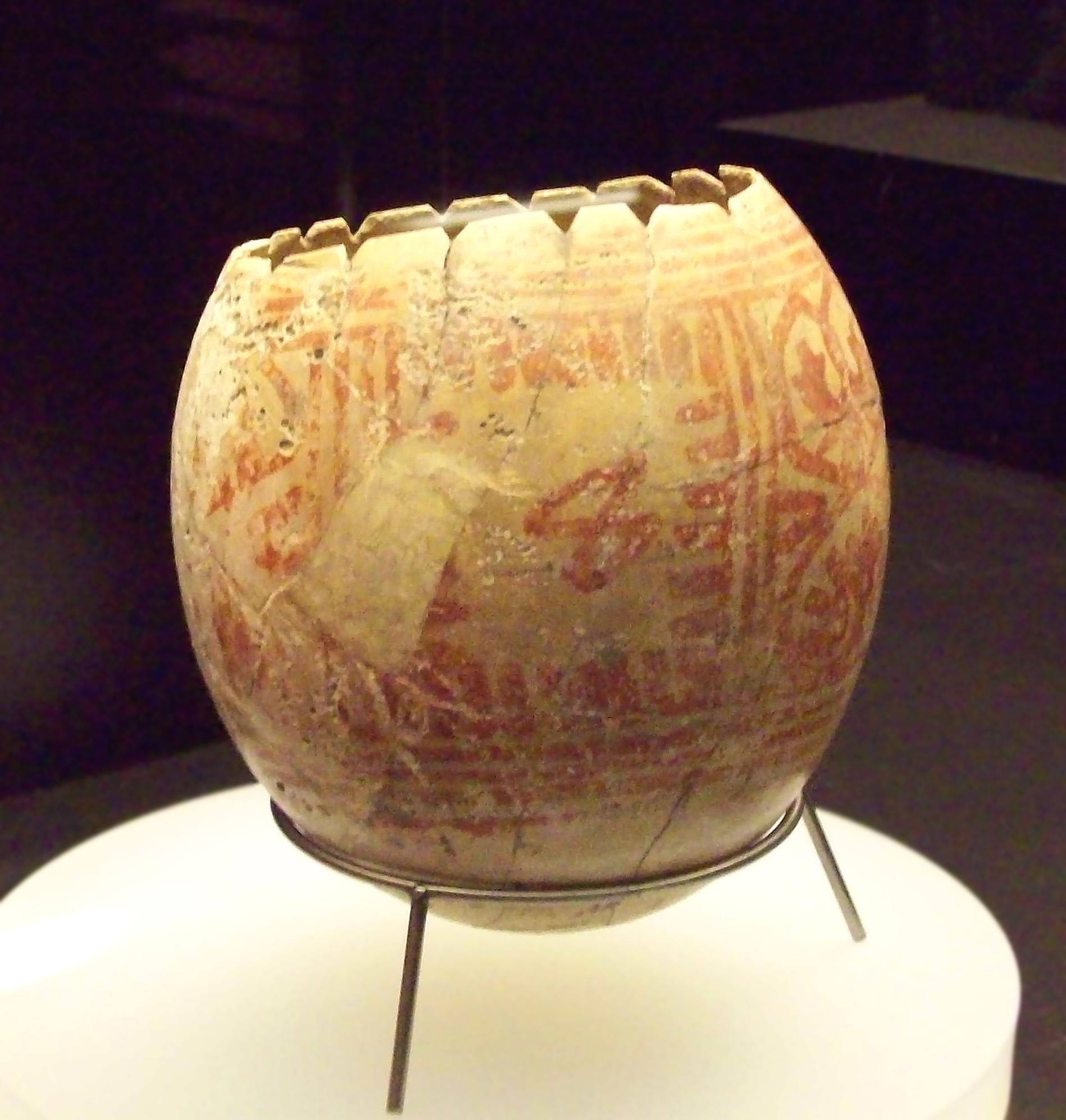
Uovo Punico decorato dell'Età del ferro

Nella cultura dell'Impero persiano ritroviamo la tradizione della decorazione delle uova, che avveniva durante i festeggiamenti per l'equinozio di primavera. In questo periodo si festeggiava l'arrivo del nuovo anno che veniva chiamato Norouz. I membri della famiglia decoravano le uova insieme e le riponevano in un recipiente. Si dice che i cristiani abbiano ereditato dai persiani questa tradizione.
Anche se le popolazioni cristiano ortodosse decorano in svariati modi le uova a Pasqua, come quelle ucraine della foto, è tradizione dipingerle tutte di rosso (per esempio usando la cocciniglia) per rappresentare il sangue di Cristo.
Molti artisti moderni decorano le loro uova incollandoci materiale o scolpendole, mentre altri li verniciano o li ricoprono con materiali diversi, dalla carta al tessuto di polimero. L'utilizzo di uova come una tela è diventato così popolare che si sono sviluppati termini speciali per questa forma d'arte. Un "eggery" è in genere un luogo dove è possibile acquistare forniture per l'arte della decorazione delle uova e il processo di utilizzo di un guscio d'uovo naturale per creare un'opera d'arte è spesso chiamato "egging".
Gli artisti delle decorazioni di uova hanno anche una loro gilda, The Guild International Egg Art, che promuove questo tipo di artigianato.
Negli Stati Uniti ci sono molti eventi in cui si possono trovare questo tipo di artisti. Ad esempio ogni anno alla Casa Bianca si tiene una mostra di queste opere nel giorno di Pasqua.